# SMS Victoria Louise
El SMS Victoria Louise fue un crucero protegido (Großer Kreuzer en alemán) de la Armada imperial alemana, líder de su clase. Fueron construidos poco antes de la entrada del siglo XX. Recibió su nombre en honor a la princesa Victoria Luisa de Prusia.

## Construcción
El Victoria Louise fue puesto en grada en Bremen por el astillero AG Weser en abril de 1896. Fue completado en febrero de 1899, con un coste total de 10 714 000 marcos.

## Diseño

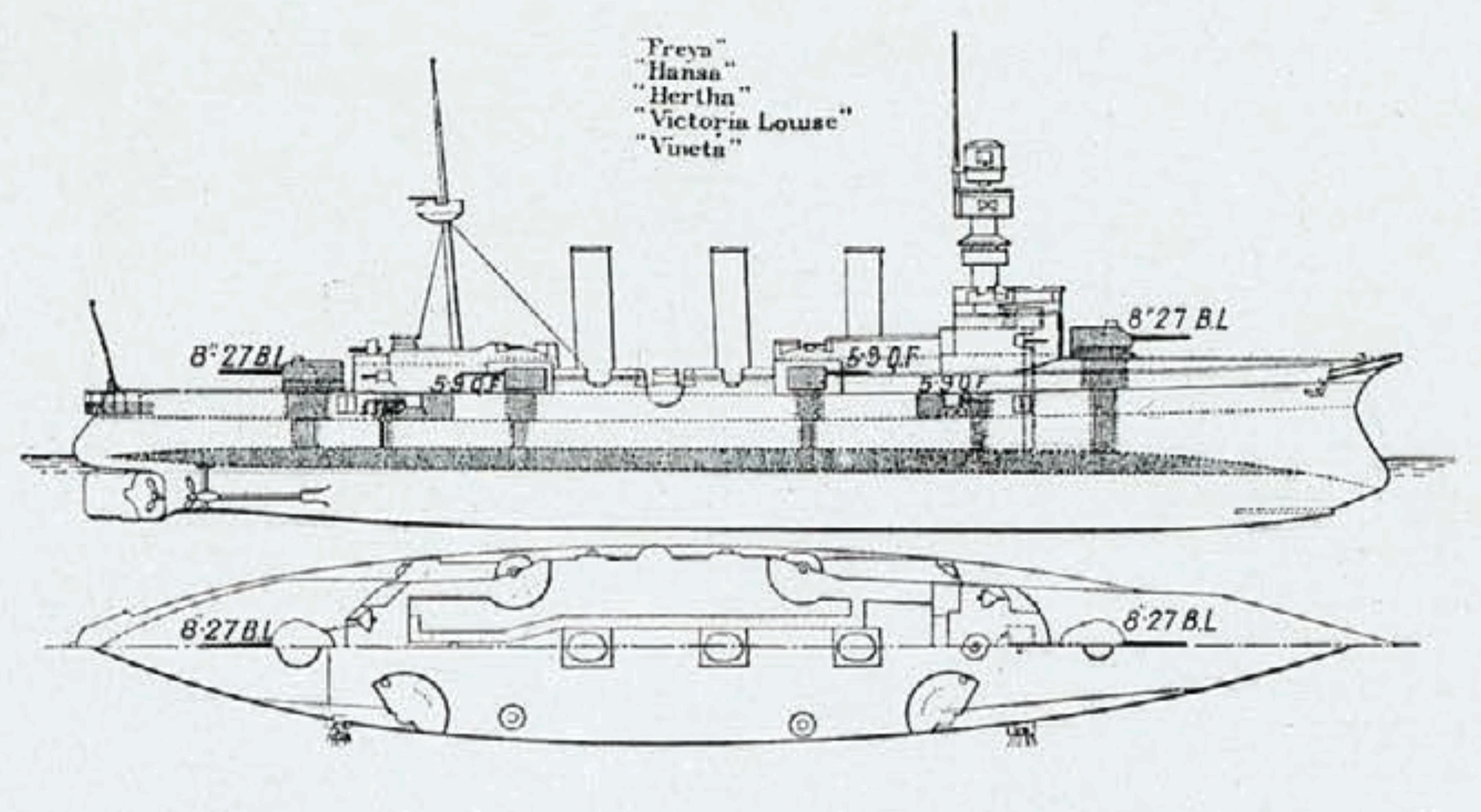
Folleto de las dimensiones del crucero Victoria Louise

### Dimensiones y maquinaria
El Victoria Louise tenía una eslora de 109,10 m a nivel de la línea de flotación (LWL) y total (LOA) de 110,6 m, con una manga máxima de 17,42 m y un calado máximo de 6,90 m. El Victoria Louise tenía un desplazamiento estándar de 5660 t y de 6491 t a plena carga. El buque se propulsaba mediante 3 máquinas de vapor de triple expansión que accionaban tres hélices con una potencia de 10 574 caballos (10 721 CV), que le proporcionaban una velocidad máxima de 19,2 nudos (35,6 km/h).
Entre 1905 y 1911, los buques de la clase Victoria Louise fueron modernizados. Se reemplazaron sus calderas, y sus tres chimeneas originales fueron reducidas a dos.

### Blindaje y armamento
El Victoria Louise estaba protegido por una placa de blindaje de 40 a 10 mm en su cubierta, un máximo de 150 mm en el puente de mando y un máximo de 100 mm en las torres artilleras. Su armamento estaba compuesto por una mezcla de calibres. Su armamento principal consistía en dos cañones de 210 mm/40 montados en torretas simples, una a proa y otra a popa. Su batería secundaria estaba formada por seis cañones de 150 mm/40montados en casamatas, 3 a lo largo de cada banda, junto a 10 piezas de 88 mm, también en casamatas, dispuestas a lo largo de las bandas, y cuatro ametralladoras. El buque también estaba armado con tres tubos lanzatorpedos de 450 mm.

## Historial de servicio

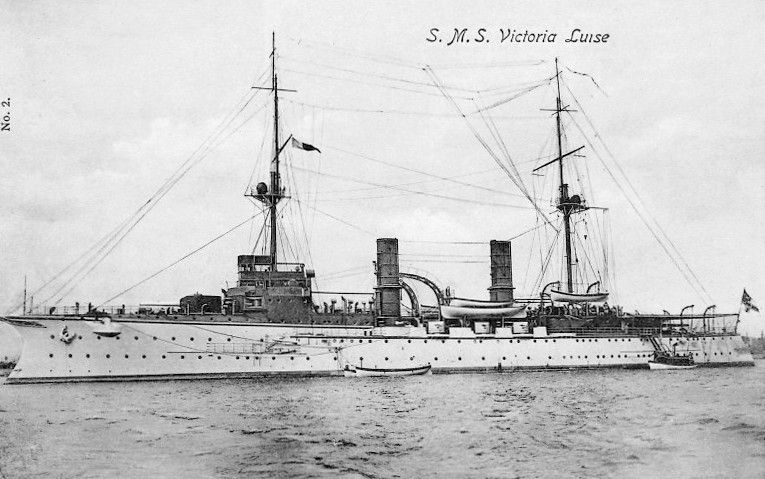
Fotografía tomada entre 1905 y 1916

Realizó sus primeras pruebas desde su asignación a la Marina Imperial, hasta noviembre de 1899, seguido de reparaciones y modificaciones que se prolongaron hasta finales de agosto de 1900 y nuevas pruebas hasta finales de diciembre. Del 27 de enero al 7 de febrero de 1901, fue enviado a Gran Bretaña para participar en el desfile marítimo en la ceremonia del funeral de la Reina Victoria. Desde octubre de 1901 hasta marzo de 1902 fue usado por la Inspección de artillería Naval. Realizó operaciones en la costa de China desde el 23 de noviembre hasta el 14 de diciembre, siendo buque insignia de la Ia escuadra desde el mes de noviembre. A principios de marzo de 1903, es destinado a las fuerzas de reconocimiento, visitando España en mayo de ese año. El 12 de diciembre de 1903 fue dado de baja. Entre 1906 y 1908 es reconstruido en los astilleros Kaiserliche Werft de Wilhelmshaven y reclasificado como buque de entrenamiento con fecha de 2 de abril. En julio de 1908 y hasta mediados de marzo de 1909, el Victoria Louise realiza un crucero de formación en España (hizo escala en Barcelona) y el mar Mediterráneo, en el cual se realizaron importantes experimentos meteorológicos. Desde agosto de 1909 hasta el 10 de marzo de 1910, efectúa un viaje de instrucción hacia Estados Unidos y las Indias Occidentales. Hasta marzo de 1914, realizó diversos viajes de formación al Mediterráneo, Noruega, Islandia, Estados Unidos e Indias Occidentales.

### Primera Guerra Mundial
Tras el inicio de la Primera Guerra Mundial el 28 de julio de 1914, el Victoria Louise fue movilizado en el V Grupo de Exploración, que tenía la tarea de entrenar cadetes en el mar Báltico. Una vez que la unidad estuvo lista para las operaciones, los barcos fueron asignados a tareas de patrulla y defensa costera en la línea entre Dornbusch (isla de Hiddensee) y la isla de Møn, Dinamarca. Poco después de las 09:00 del 17 de octubre, el submarino británico HMS E1, comandado por Noel Laurence, intentó torpedear al Victoria Louise a una distancia de 460 m (1510 pies). Sin embargo, el torpedo se adentró demasiado y falló. Poco después, el mando naval decidió que la protección blindada muy débil de los buques de la clase Victoria Louise impedía una mayor actividad, y la unidad fue disuelta el 28 de octubre. Luego el buque fue trasladado a Danzig, donde fue desarmado entre el 1 y el 7 de noviembre. El día 7 de noviembre de 1914, fue apartado del servicio como crucero protegido.
El Victoria Louise fue posteriormente reconvertido en buque minador y también se utilizó como buque cuartel en Danzig, siéndole retirado el armamento en 1916. 

### Últimos años
Tras la derrota de Alemania en la guerra, el jefe del Almirantazgo alemán emitió una orden el 4 de julio de 1919 eliminando al Victoria Louise del registro naval, con efecto a partir del 1 de octubre. Fue vendido a la compañía con sede en Berlín Norddeutscher Tiefbau y reconfigurado en 1920 como buque de carga. Fue rebautizado como Flora Sommerfeld y operado por la Danziger Hoch- und Tiefbau GmbH. Sirvió en esta función sólo brevemente, siendo desguazado en 1923 en Danzig.

### Buques de la clase
• SMS Hertha
• SMS Freya
• SMS Vineta
• SMS Hansa

### Listas relacionadas
Buques de la Kaiserliche Marine